# Railsware
Railsware — українська компанія з розробки програмного забезпечення, яка працює за бізнес-моделлю продуктової студії: розвиває власні SaaS-продукти та водночас надає консалтингові послуги стартапам і технологічним компаніям. Компанія була заснована в Україні й нині має офіси у Києві (Україна), Кракові та Варшаві (Польща), Вест-Голлівуді (США) та Дубаї (ОАЕ). У 2024 році Railsware потрапила до списку Inc. 5000 найшвидше зростаючих приватних компаній.

## Історія

### Початковий етап (2007—2011)
Railsware заснував Ярослав Лазор у 2007 році. Він згодом став і CEO компанії. У назві поєднуються Ruby on Rails — технологія, яка була основною в перших проєктах, та слово software. У 2009 році до команди приєднався Сергій Корольов як керівний партнер. У перші роки існування компанія фокусувалася на наданні ІТ послуг.

### Зміна бізнес-моделі (2011—2012)
На початку 2010-х Railsware відмовилася від аутсорс-моделі й перейшла до консалтингу та створення власних технологічних продуктів, назвавши цю бізнес-модель product studio. У 2012 році завдяки співпраці з Pivotal Labs команда компанії запозичила та вдосконалила інноваційні методики, як-от product discovery та парного програмування. Після запуску першого прибуткового проєкту компанія змогла сформувати окрему продуктову команду, що остаточно закріпило трансформацію бізнесу.

### Продуктова студія (2012— дотепер)
Як продуктова студія Railsware поєднує технологічний консалтинг із розвитком власних продуктів. Серед помітних досягнень — внесок у розробку сервісу бронювання зустрічей Calendly від моменту його заснування.
Станом на 2024 рік річний дохід (ARR) компанії перевищив 20 млн доларів США, тоді як за три роки показник зростання становить 323 %. Railsware не залучала зовнішнє фінансування, натомість реінвестувала власний прибуток у свої продукти. Наприклад, у 2023 році компанія оголосила про інвестиції 10 млн доларів у набір інструментів продуктивності TitanApps.io.
У 2024 році Forbes Україна включив Railsware до свого рейтингу Топ-20 продуктових технологічних компанії України.

### Реакція на повномасштабне вторгнення РФ
Від початку повномасштабної війни 24 лютого 2022 р. Railsware:
- Припинила співпрацю з країнами-агресорами — вилучила всі акаунти користувачів із Росії та Білорусі;
- У перший рік повномасштабної війни надала безкоштовний доступ до своїх продуктів українським компаніям,
- Станом на кінець 2024 року передала понад 1 млн дол. на гуманітарні й оборонні потреби[16];
- Запустила краудфандинг-кампанію «Maser всіх корчів»[17], яка за 20 днів зібрала понад 10 млн гривень та забезпечила ЗСУ 30 новими позашляховиками.

## Власні продукти компанії
| Рік запуску | Продукт                                             | Опис                                                                                  | Аудиторія              |
| ----------- | --------------------------------------------------- | ------------------------------------------------------------------------------------- | ---------------------- |
| 2011        | Mailtrap.io                                         | Платформа для тестування та доставлення електронної пошти                             | 1 млн+ користувачів    |
| 2017        | TitanApps.io (початково — Smart Checklist for Jira) | Набір інструментів для підвищення продуктивності в екосистемах Atlassian і monday.com | 2,2 млн+ користувачів  |
| 2020        | Coupler.io                                          | No-code-платформа інтеграції даних                                                    | 830 тис.+ користувачів |